# Hard Luck
Pour plus de détails, voir Fiche technique et Distribution.
Hard Luck est un film américain réalisé par Mario Van Peebles et directement en vidéo en 2006. En France, il est diffusé à la télévision.

## Synopsis
À sa sortie de prison, Lucky (Wesley Snipes), un petit voyou, n'a qu'un souhait : réintégrer au plus vite une vie plus respectable. Mais le destin en a décidé autrement : invité à l'anniversaire d'un parrain du milieu, il se retrouve piégé et se lance dans un jeu qui s'avérera excessivement dangereux.

## Fiche technique
- Titre original : Hard Luck
- Titre alternatif : Middleman
- Réalisation : Mario Van Peebles
- Scénario : Larry Brand, Mario Van Peebles
- Production :  Mario Van Peebles, Donald Kushner, Brad Wyman
- Photographie : Alex Nepomniaschy
- Musique : Tree Adams
- Production : MVP Films, Raamen Filmworks, Xit Financial Group
- Distribution : Sony Pictures Home Entertainment
- Budget : 12 millions de dollars
- Pays de production :  États-Unis
- Durée : 101 minutes
- Dates de sortie/diffusion:
  - États-Unis : 17 octobre 2006 (direct-to-video)
  - France : 16 mai 2010

## Distribution
- Wesley Snipes (VF : Thierry Desroses) : Lucky
- Cybill Shepherd : Cass
- Mario Van Peebles : le capitaine Davis
- Luis Guzmán : Mendez
- Kevin Chapman : Franklin
- Tom Kemp : Gino Gambetti
- James Hiroyuki Liao : Chang
- Kevin Thoms : Roland
- Wendy Overly : serveuse
- Eddie Logan : Grampa
- Tony Hua : l'inspecteur Lee
- Jacquelyn Quinones : Angela
- Melvin Van Peebles : le prophète à l'hôpital

## Production
Le tournage a lieu dans le Rhode Island. Il y est tourné en 56 jours, du 3 octobre au 28 novembre 2005.

## Diffusion française
Le téléfilm a été diffusé en France le 16 mai 2010 sur Virgin 17.